# Шаронвілл (Огайо)
Шаронвілл (англ. Sharonville) — місто (англ. city) в США, в округах Гамільтон і Батлер штату Огайо. Населення — 14 117 осіб (2020).

## Географія
Шаронвілл розташований за координатами 39°16′50″ пн. ш. 84°24′27″ зх. д. / 39.28056° пн. ш. 84.40750° зх. д. (39.280686, -84.407456).  За даними Бюро перепису населення США в 2010 році місто мало площу 25,61 км², з яких 25,46 км² — суходіл та 0,15 км² — водойми.

## Демографія
Згідно з переписом 2010 року, у місті мешкало 13 560 осіб у 6187 домогосподарствах у складі 3429 родин. Густота населення становила 529 осіб/км².  Було 6647 помешкань (260/км²).
Расовий склад населення:
| - 79,7 % — білих - 8,7 % — чорних або афроамериканців - 4,0 % — азіатів - 0,3 % — вихідців з тихоокеанських островів - 0,2 % — корінних американців - 4,1 % — осіб інших рас |

До двох чи більше рас належало 3,0 %. Частка іспаномовних становила 7,0 % від усіх жителів.
За віковим діапазоном населення розподілялося таким чином: 20,0 % — особи молодші 18 років, 62,4 % — особи у віці 18—64 років, 17,6 % — особи у віці 65 років та старші. Медіана віку мешканця становила 40,8 року. На 100 осіб жіночої статі у місті припадало 91,5 чоловіків;  на 100 жінок у віці від 18 років та старших — 90,0 чоловіків також старших 18 років.
Середній дохід на одне домашнє господарство  становив 66 796 доларів США (медіана — 50 584), а середній дохід на одну сім'ю — 86 737 доларів (медіана — 67 308). Медіана доходів становила 51 940 доларів для чоловіків та 41 969 доларів для жінок. За межею бідності перебувало 12,7 % осіб, у тому числі 17,5 % дітей у віці до 18 років та 11,9 % осіб у віці 65 років та старших.
Цивільне працевлаштоване населення становило 6866 осіб. Основні галузі зайнятості: освіта, охорона здоров'я та соціальна допомога — 19,8 %, виробництво — 19,4 %, науковці, спеціалісти, менеджери — 14,2 %, роздрібна торгівля — 11,2 %.